# Charles O'Brien vicomte de Clare
Charles O'Brien, 5e vicomte de Clare, est un officier irlandais de Jacques II qui a émigré en France (après la bataille de la Boyne) où il a commandé le régiment de Clare au sein de la Brigade irlandaise.
À la tête de son régiment il a été blessé mortellement à la bataille de Ramillies le 11 mai 1706, il meurt à Bruxelles quelques jours plus tard. Il a été enterré dans le monastère irlandais de Bruxelles.
Charles O'Brien était le fils de Daniel O'Brien, 3ème vicomte de Clare (en) mort en 1690 à la bataille de la Boyne où il se battait pour Jacques II et le frère de Daniel O'Brien, 4ème vicomte de Clare (en) décédé en 1697.
Il était marié à la fille de Henry Bulkeley.